# Ислямска архитектура
Ислямска архитектура е общо наименование на широк кръг архитектурни стилове, свързани с културата на исляма.
Класическата ислямска архитектура в Близкия Изток, възникнала през VII-VIII век, има своите корени в римската и византийската архитектура. През следващите столетия, особено в по-отдалечени региони, ислямската архитектура е подложена на различни местни влияния, например от китайската и индийската архитектура, и претърпява специфично развитие.